# Lev Boriszovics Kamenyev
Lev Boriszovics Kamenyev (Лев Борисович Каменев), (Moszkva, 1883. július 18. [Julián naptár szerint július 6.] – Moszkva, 1936. augusztus 25.) az OSZDMP, majd a Szovjetunió Kommunista Pártja Központi Bizottságának, majd Politikai Bizottságának tagja, a KB titkára. A pártban az „ideológusok” közé sorolták.

## Mozgalmi élet
Lev Kamenyev zsidó családban született, eredeti neve Lev Rosenfeld (Лев Розенфельд) volt. 1901-ben érettségizett Tifliszben (ma: Tbiliszi, Grúzia). Már a gimnáziumban csatlakozott egy szociáldemokrata csoportosuláshoz. 1901-ben belépett az Orosz Szociáldemokrata Munkáspártba (OSZDMP). 1902 márciusában tartóztatták le először. Ősszel Párizsba utazott, itt ismerkedett meg Leninnel. Az Iszkrába írt cikkeket. Az OSZMDP II. kongresszusán a bolsevikokhoz csatlakozott. Ezután hazatér Oroszországba, sztrájkokat szervez, 1904 elején újra börtönbe került. 1905-07: Szentpétervárott szervezte a pártot Leninnel, aki 1908 elején emigrált, Kamenyevet pedig áprilisban letartóztatták. Július elején Lenin hívására Genfbe utazott. Itt Leninnel és Zinovjevvel együtt szerkesztette a Proletarij c. lapot. Ekkor már rendszeres résztvevője volt a kongresszusoknak. Ekkoriban írt művei a Két forradalom között c. cikkgyűjteményben jelentek meg. 1907-ben a bolsevikok és a mensevikek kibékítésén fáradozik. 1909: A két párt c. brosúrában ezt a törekvést feladta. 1908-tól 1914-ig Kamenyev Lenin közvetlen munkatársa maradt Zinovjev mellett. 1914 elején visszament Szentpétervárra, novemberben lecsukták és Szibériába száműzték. A per során tanúsított magatartását Buharin és Szverdlov bírálták, mert „nem képviselte elég hatékonyan a bolsevik eszméket”. A száműzetésben ismerkedett meg Sztálinnal. 1917 februárjában vele együtt utazott vissza Szentpétervárra, és hárman átvették a Pravda szerkesztését Molotovtól.

## A két forradalom
Kamenyev az áprilisi pártkongresszuson is az Ideiglenes Kormánnyal való megegyezés híve volt. Annak ellenére, hogy véleményével kisebbségben maradt, Lenin javaslatára beválasztották a KB-be. Az 1917. júliusi felkelés után letartóztatták. Az augusztusi VI. pártkongresszuson – távollétében – megerősítették helyét az SZK(b)P KB-ben. Augusztus elején kiszabadult. Az októberi fordulat előtt 10-én a Novaja Zsiznyben Zinovjevvel együtt cikket tett közzé, amelyben elhatárolódtak az október végére tervezett fegyveres felkelésről. (Ezt a rendszerváltásig gyakran úgy interpretálta a pártsajtó, hogy Kamenyev már októberben is áruló volt.) Lenin felháborodott, de épp az ő javaslatára választották meg Kamenyevet a Központi Végrehajtó Bizottság elnökévé. November 8-án Szverdlov vette át a helyét.

## A pártban játszott szerepe (1919–1936)

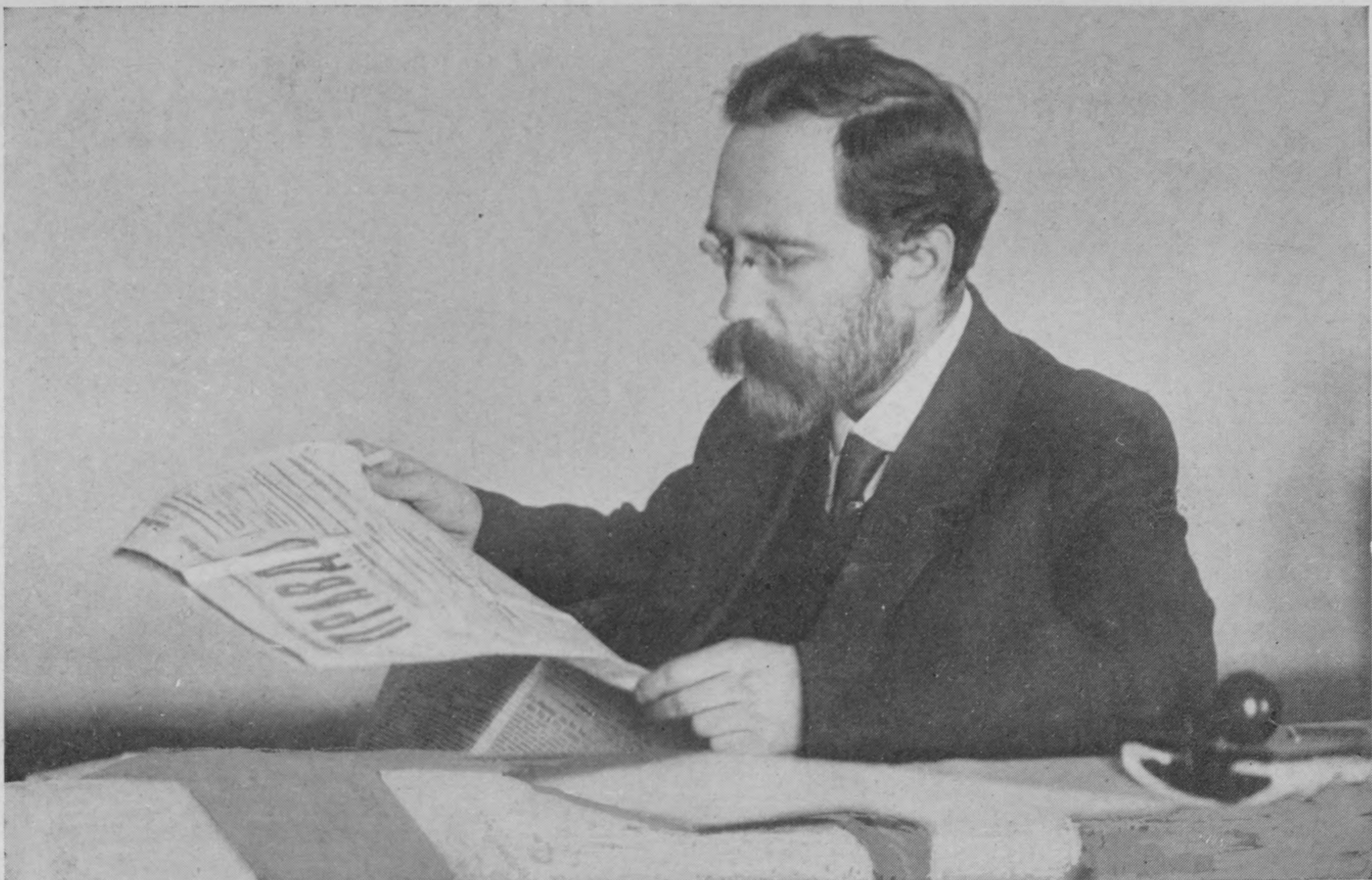
Kamenyev (1921)

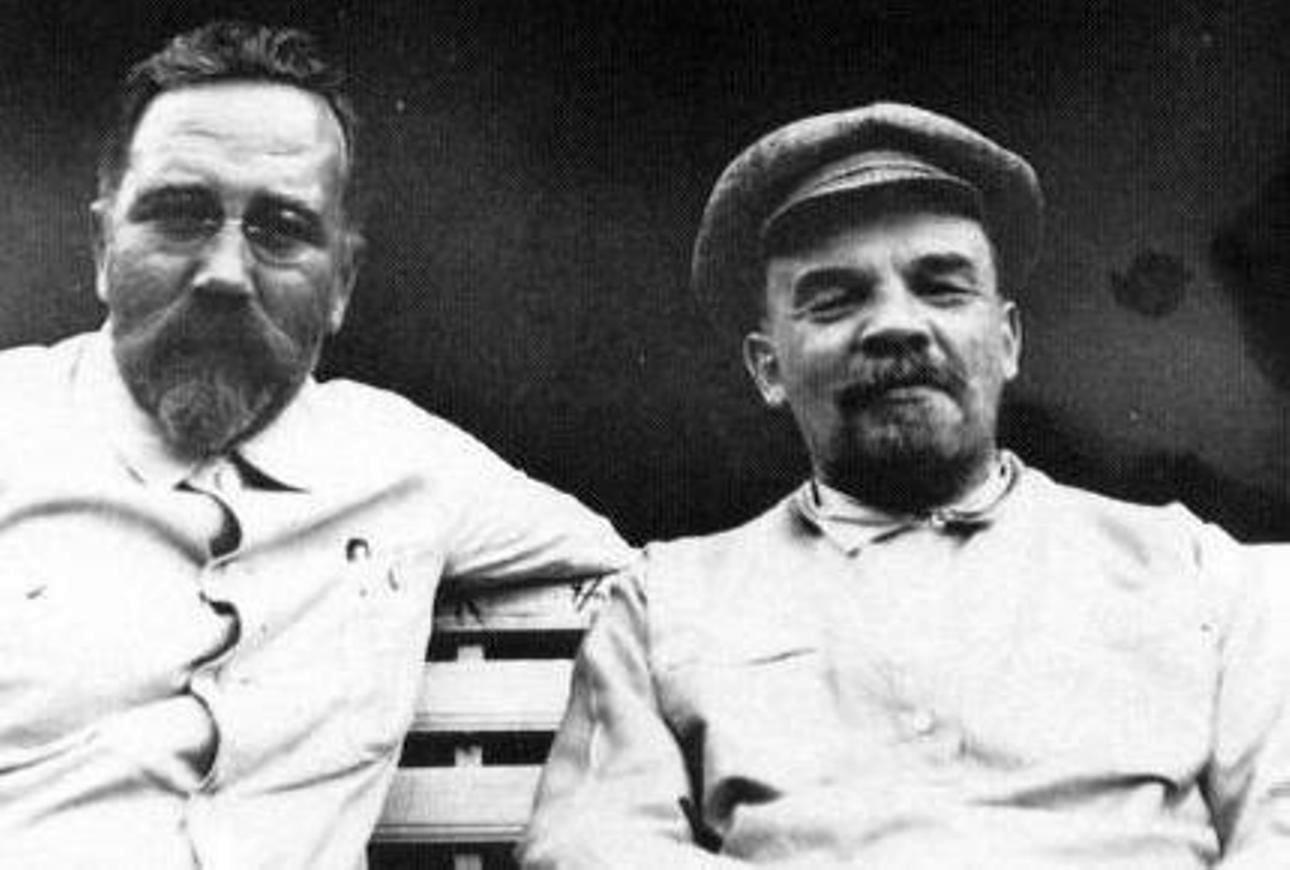
Kamenyev és a beteg Lenin (1922)

1919 márciusában Kamenyev tagja lett az ÖK(b)P első Politikai Bizottságának. A polgárháború alatt nem játszott jelentős szerepet. 1922-ben, Lenin első agyvérzése után, a Népbiztosok Tanácsa elnökhelyettese lett.
Ekkoriban lépett szövetségre Zinovjevvel és Sztálinnal. A trojka Lenin halála (1924. január 21.) után Trockijt kiszorította a pártból: Kamenyev és Zinovjev már a XIII. kongresszuson is azt javasolta, hogy zárják ki Trockijt a pártból. 1925 tavaszán szembefordultak Sztálinnal, és Trockijjal kötöttek szövetséget. 1927 októberében Kamenyevet kizárták a KB-ből, decemberben, a XV. kongresszuson a pártból is. A következő ülésnapon önkritikát gyakorolt, de csak 1928 júniusában vették vissza a pártba. 1932-ig maradt tag, akkor száműzték Szibériába. 1933 elején kiszabadult, az А. М. Gorkij Irodalmi Intézet igazgatójaként dolgozott. Elmondása szerint azért, hogy „Sztálin esetleg elfelejtse, hogy a világon vagyok.”
Ám igyekezete hiábavalónak bizonyult. 1934 decemberében egy fiatal férfi meggyilkolta Kirov leningrádi pártfőtitkárt. A gyilkosságot – amelyet feltehetőleg az NKVD szervezett Sztálin utasítására – Sztálin ürügyként használta fel, hogy végezzen mindazokkal a vezető bolsevikokkal, akiket hatalmára veszélyesnek tartott. December 8-án elkezdték letartóztatni Kamenyev és Zinovjev híveit, 16-án pedig magát Kamenyevet is. Azzal vádolták, hogy tudott Szergej Kirov meggyilkolásáról, és Trockijjal és Hitlerrel tartotta a kapcsolatot. Öt évet kapott. 1935-ben újra elővették az ügyet: ebből lett a tizenhatok pere (1936. augusztus): a per főszereplői Zinovjev, Kamenyev és Szmirnov voltak. Kamenyev tisztában lehetett vele, hogy nem ússza meg élve. Mindent bevallott, csak a fiait akarta megmenteni: az utolsó szó jogán azt kérte tőlük, „előre nézzenek”, „ne törődjenek vele”, és kövessék Sztálint. (Így is megölték őket.) Kamenyevet augusztus 25-én agyonlőtték.
Kamenyevet 1988-ban, az SZKP XXVII. pártkongresszusán rehabilitálták.